# Carpintería de lo blanco

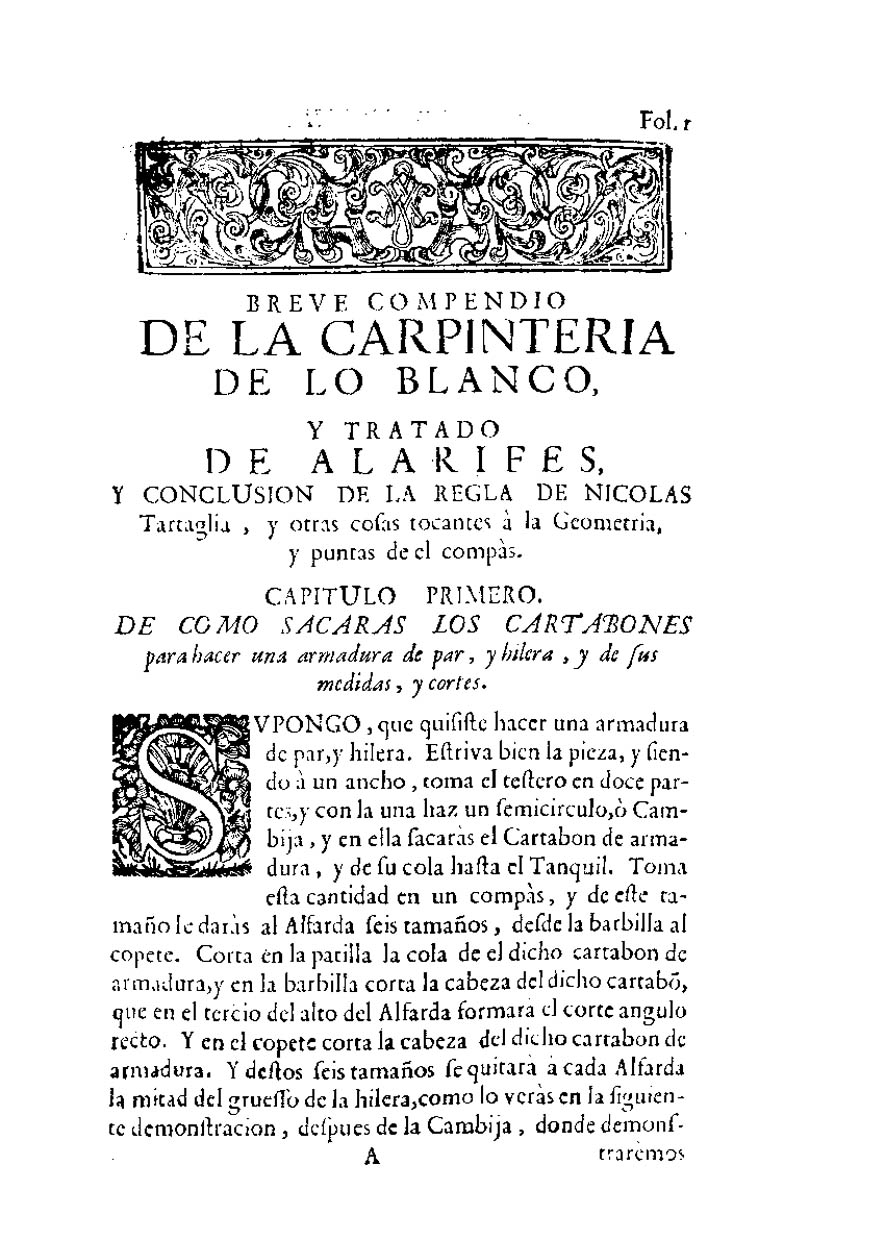
Diego López de Arenas, Breve compendio de la carpintería de lo blanco y tratado de alarifes, 1727

Carpintería de lo blanco es un término utilizado en arquitectura y carpintería para referirse a la construcción de techumbres de madera y armaduras para las cubiertas del arte mudéjar desarrollado en la España cristiana medieval y renacentista por artesanos y artistas de origen musulmán en templos y edificios cristianos.

## Orígenes de la carpintería de lo blanco

### Contexto histórico del arte mudéjar
La carpintería de lo blanco se inscribe en el arte mudéjar. Los artesanos mudéjares fueron en sus inicios musulmanes autorizados a permanecer en los territorios conquistados, por lo que permanecieron viviendo en territorio reconquistado por los cristianos, aunque segregados en barrios llamados morerías o aljamas y bajo su control político, durante el proceso de avance de los reinos cristianos hacia el sur (denominado Reconquista), que se desarrolló a lo largo de la Edad Media en la península ibérica. Inicialmente fueron autorizados a conservar su religión, lengua y orden jurídico pagando un tributo por conservar su cultura. Sin embargo, en 1502 se ordena su expulsión o conversión, tanto de mudéjares como judíos del reino de Castilla. No obstante hasta el siglo XVII no se les expulsó definitivamente de todo el territorio. 
Durante décadas se produce el intercambio y mezcla cultural y artística entre cristianos y musulmanes que se denomina arte mudéjar y se considera una de las manifestación artística más característica de la España cristiana medieval y renacentista.
Los comitentes —los que encargan y pagan las obras— del arte mudéjar son cristianos por lo que la funcionalidad arquitectónica y tipológica es cristiana pero el conocimiento y el sistema de trabajo es islámico que, por su condición subalterna de la población, ofrece una mano de obra y precio del material muy asequible. Hay que destacar los elementos ornamentales y decorativos abstractos que aporta islámico y que caracterizan el arte mudéjar. 

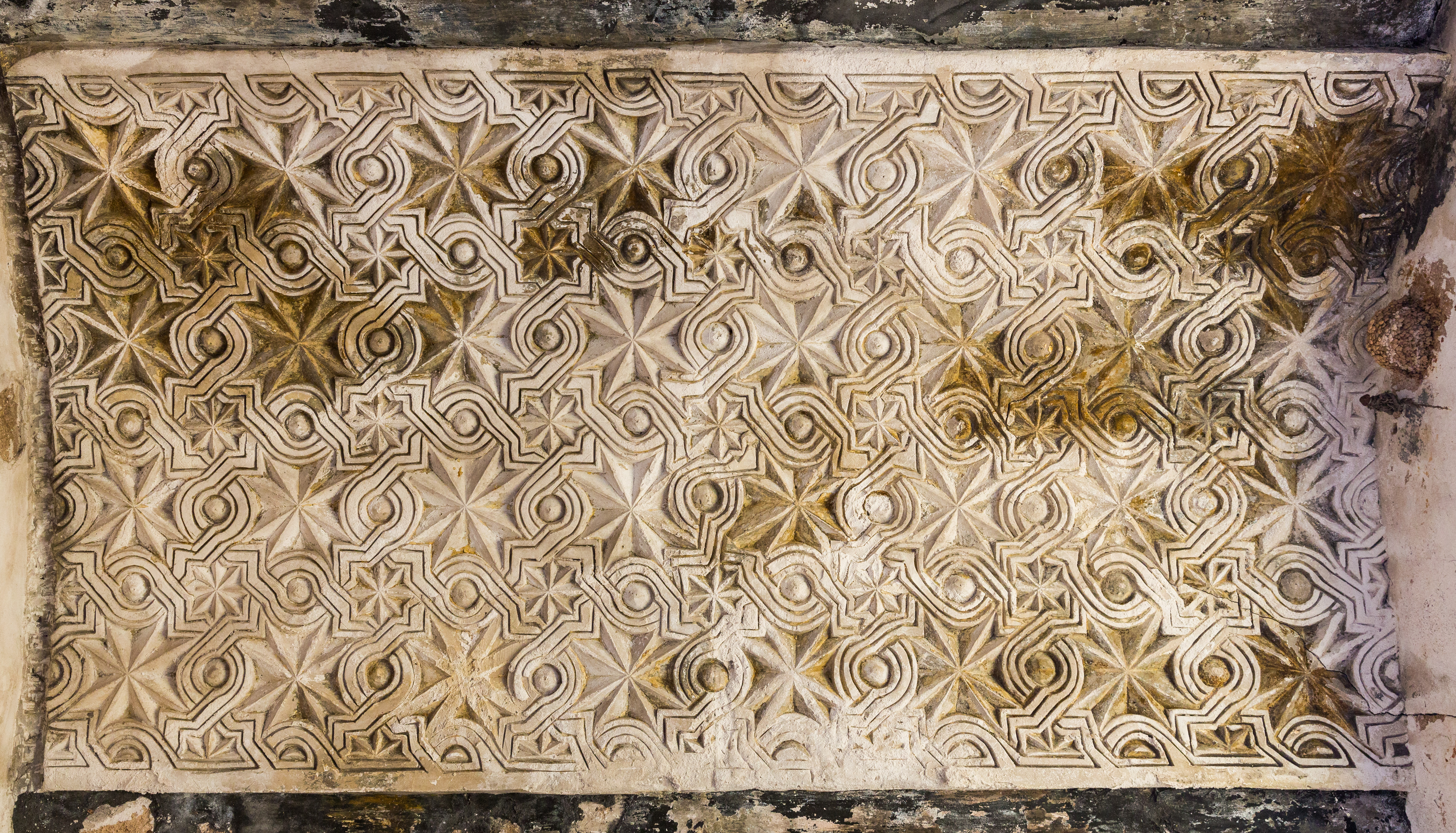
Detalle del techo de la derruida iglesia de la Virgen de la Huerta, Villanueva del Jalón (hoy despoblada), Zaragoza, España. Después de la armadura de la techumbre se decoraba con carpintería de lazo.

Es en la comarca abulense de La Moraña donde se concentran mayor número de obras y las de mayor calidad de esta carpintería de lo blanco, puesto que el desarrollo de la misma estuvo ligado a una política de reforestación de pinares iniciada desde finales del siglo XV en esta comarca. Es el caso del coro de Cantiveros, el sotocoro de Narros del Castillo o la original tribuna de la iglesia de Flores de Ávila.

### Carpintería de lo blanco y carpintería de lazo
En los elementos estructurales de las armaduras de la carpintería de lo blanco podemos apreciar, en clara contraposición a la arquitectura gótica de la época, el uso sistemático de las techumbres de madera tanto para los forjados de pisos como para las armaduras de cubierta. Estas estructuras, por su distribución más vertical de las cargas, facilitan una construcción más ligera y rápida, no exigiendo las complicaciones técnicas del trabajo en piedra característico del arte gótico. Las estructuras básicas se van a rematar y embellecer con la aportación musulmana de la carpintería de lazo. 
La decoración y ornamentación cubrirá, en la mayoría de los casos, toda la superficie de techumbres y armaduras en las zonas visibles. El trabajo es colorista y luminoso, tanto en los alicatados, yeserías como en las techumbres. Se pueden ver motivos formales de tradición islámica, como el ataurique, lacería, mocárabes o epigrafías y también elementos de tradición cristiana como la flora naturalista a la manera repetida del sistema islámico.

## Centro de interpretación en Villamayor de Campos
En Villamayor de Campos se encuentra el Centro de Interpretación de la Carpintería de lo Blanco, ubicado en la Iglesia de San Esteban Protomártir. Fue inaugurado en 2012 con la financiación de la Junta de Castilla y León y el apoyo y gestión de la Asociación de Amigos de San Esteban. La financiación inicial fue aportada por la Consejería de Cultura y Turismo y la de Fomento y Medio Ambiente que, aprovechando el desuso de la iglesia intervinieron de forma conjunta para la creación del centro de interpretación. Esta actuación supuso la rehabilitación integral del templo para adecuarlo a su nueva función como centro de interpretación y difusión de la Carpintería de lo Blanco que integra a 17 iglesias ubicadas en Tierra de Campos zamorana y que destacan por sus armaduras mudéjares (artesonado) en las cubiertas.